# 歐申蓋特 (新澤西州)
歐申蓋特（英語：Ocean Gate）是位於美國新澤西州海洋縣的自治市鎮。

## 人口
根據2020年美國人口普查的數據，歐申蓋特的面積為1.41平方千米，當中陸地面積為1.17平方千米，而水域面積為0.24平方千米。當地共有人口1932人，而人口密度為每平方千米1,370人。